# Ховавко, Роман Вячеславович
Роман Вячеславович Ховавко (род. 2 марта 1988, Макарово, Брестская область) — белорусский футболист, полузащитник.

## Биография
Воспитанник СДЮШОР № 5 г. Бреста, первый тренер — Коргун Дмитрий Николаевич. В 2005 году впервые включён в заявку клуба «Динамо» (Брест), но привлекаться к матчам дубля стал только год спустя. В основной команде брестского клуба провёл 3 матча в высшей лиге в 2007 году. Обладатель Кубка Беларуси 2006/07, в финальном матче остался в запасе. За дубль «Динамо» в 2006—2008 годах сыграл 74 матча и забил 5 голов.
С 2009 года играл за клубы первой лиги. Два сезона провёл в «Барановичах», затем четыре года — в «Граните» (Микашевичи), где провёл более 100 матчей. В 2014 году с «Гранитом» стал победителем первой лиги, но в том сезоне большую часть из своих 23 матчей выходил на замены. В 2015 году снова играл за «Барановичи», а в первой половине 2016 года выступал за «Слоним», после чего завершил профессиональную карьеру. Всего в первой лиге сыграл около 180 матчей.
Во второй половине 2010-х годов играл в чемпионате Беларуси по мини-футболу за брестские «Аматар» и МФК «Брест».
В 2021 году стал выступать вместе с клубом «Нива» из Долбизно во Второй Лиге. По итогу сезона 2022 года стал чемпионом Второй Лиги. В марте 2023 года продлил контракт с клубом. Первый матч за клуб в рамках Первой Лиги сыграл 1 апреля 2023 года против гомельского «Бумпрома». В середине апреля 2023 года медицинский штаб клуба сообщил, что футболист получил травму крестообразных связок, выбыв из распоряжения клуба минимум на полгода. В августе 2023 года футболист покинул клуб, объявив о завершении карьеры.

## Достижения
- Обладатель Кубка Беларуси: 2006/07
- Победитель первой лиги Беларуси: 2014
- Победитель второй лиги Беларуси: 2022